# 니시우메다역
니시우메다역(일본어: 西梅田駅, にしうめだえき)은 일본 오사카부 오사카시 기타구에 있는 철도역이다.

## 타는 곳
| 1 | ■ 요쓰바시선 | 요쓰바시·다이코쿠초·스미노에코엔 방면 |
| 2 | ■ 요쓰바시선 | 요쓰바시·다이코쿠초·스미노에코엔 방면 |

- 이른 아침과 평일일중(9:55발 - 15:43발 사이)은 원칙적으로 1번선만 사용한다.

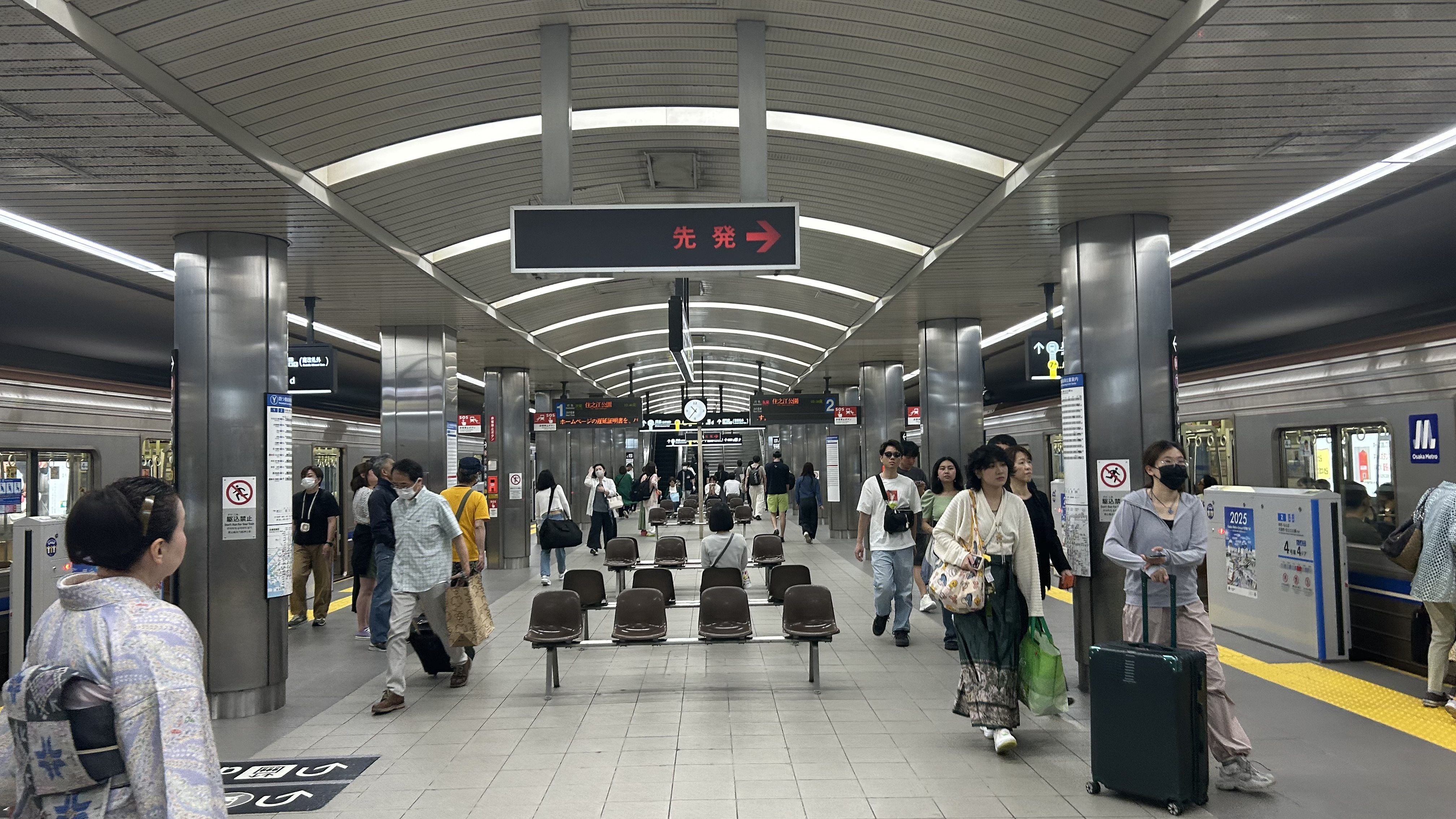
승강장
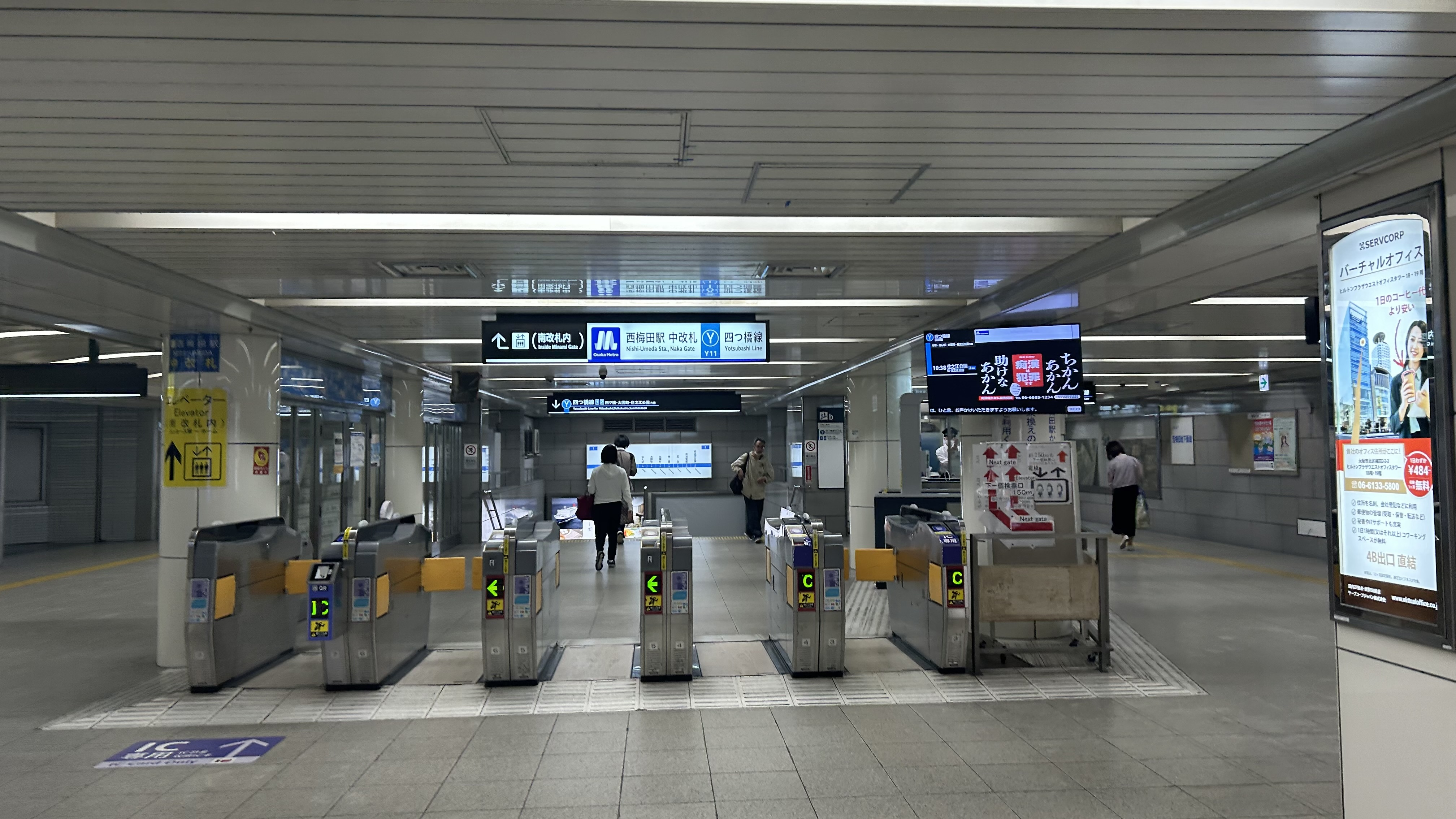
개찰구

## 역세권 정보
- 오사카역 - 서일본 여객철도 JR 교토 선(도카이도 본선), JR 고베 선(도카이도 본선)
- 기타신치역 - 서일본 여객철도 JR 도자이 선
- 우메다역 - 한신 전기 철도 본선, 한큐 전철 고베 본선, 다카라즈카 본선, 미도스지선
- 히가시우메다역 - 다니마치선

## 역사
- 1965년 10월 1일: 영업 개시.